# Novo Tepanje
Novo Tepanje este o localitate din comuna Slovenske Konjice, Slovenia, cu o populație de 80 de locuitori.